# Repulse Records
Repulse Records – hiszpańska wytwórnia muzyczna, wydająca albumy grup muzycznych wykonujących szeroko pojęty heavy metal.
Repulse powstała w okresie silnego rozwoju gatunku death metal, tj. w styczniu 1994 roku, z inicjatywy Dave’a Rottena, wokalisty Avulsed, który w latach 1990–1994 prowadził także wytwórnię Drowned Productions. Repulse zakończyła działalność w sierpniu 2002 roku z powodu nieporozumień między wspólnikami oraz słabych wyników finansowych. Firma posiadała przedstawicielstwa m.in. w San Luis Obispo w USA, Santiago oraz Osace. Nakładem wytwórni na przestrzeni lat ukazały się albumy takich grup jak Vader, Deranged, Immolation, Deeds of Flesh, Rotten Sound oraz wielu innych.
Dave Rotten w 2001 roku założył kolejną wytwórnię – Xtreem Music, nakładem której ukazały się m.in. albumy zespołów Kataplexia, Demigod, Hour of Penance, Paganizer, The Heretic.

## Wybrane wydawnictwa
- Golgotha – Caves of Mind (RPS 001, 1994)
- Immolation – Stepping on Angels... Before Dawn (RPS 004, 1995)
- Avulsed – Carnivoracity (RPS 007, 1995)
- Vader – Sothis (RPS 013, 1995)
- Deeds of Flesh – Trading Pieces (RPS 016, 1996)
- Incantation – The Forsaken Mourning of Angelic Anguish (RPS 020, 1997)
- Rotten Sound – Under Pressure (RPS 026, 1997)
- Deeds of Flesh – Inbreeding the Anthropophagi (RPS 028, 1998)
- Sepsism – Purulent Decomposition (RPS 038, 1998)
- Rotten Sound – Drain (RPS 040, 1999)
- Avulsed – Stabwound Orgasm (RPS 043, 1999)
- Centinex – Hellbrigade (RPS 046, 2000)